# James Foster (Fußballspieler, 1903)
James Foster (* 1. Quartal 1903 in Sherburn Hill; † unbekannt) war ein englischer Fußballspieler.

## Karriere
Der aus dem Nordosten Englands stammende Foster spielte für den 1922 gegründeten Klub Wheatley Hill Colliery in der Palatine League, bevor er 1923 in die britische Hauptstadt London zum Erstdivisionär FC Arsenal wechselte. Ohne den Sprung in die erste Mannschaft geschafft zu haben, wurde er nach zwei Jahren bei Arsenal nicht weiterverpflichtet und wechselte zur Saison 1925/26 zum AFC Barrow in die Football League Third Division North. Der Klub musste zur neuen Saison eine fast vollständig neue Mannschaft zusammenstellen, von der Athletic News wurde Foster neben Horace Parkes, Tom Hatch und John Mooney zu den vielversprechenden jungen Spielern gezählt.
Zum Saisonauftakt bildete er bei der 2:3-Niederlage gegen den AFC New Brighton als Mittelläufer mit Tom Atkinson und Albert Tubb die Läuferreihe, wurde nach zwei weiteren Niederlagen aber von Trainer J. E. Moralee zunächst aus der Mannschaft genommen. Ende September und Ende Oktober bestritt er nochmals je zwei weitere Ligapartien, in denen er auch wahlweise als linker oder rechter Läufer und sogar als Mittelstürmer aufgeboten wurde; anlässlich der 0:2-Niederlage beim FC Southport wurde er mit folgenden Worten gelobt: „Der Beste der Gäste-Läuferreihe war Foster, ein großartiger Spielverderber und cleverer Taktiker.“ Bei seinem letzten Einsatz am 24. Oktober 1925, einer 1:3-Niederlage gegen den AFC Rochdale, bildete er wie beim Saisonauftakt mit Atkinson und Tubb die Läuferreihe. Foster verließ bereits kurze Zeit später nach sieben verlorenen Ligaauftritten den Klub, Barrow beendete die Saison abgeschlagen auf dem letzten Tabellenrang. Im November 1925 soll er als Testspieler noch beim in der North Eastern League spielenden FC West Stanley vorgespielt haben, weitere fußballerische Stationen sind nicht überliefert.